# Albert Olsson
Albert Olsson was een Zweeds voetballer die speelde als aanvaller.

## Carrière
Gedurende zijn carrière speelde hij voor GAIS in eigen land en voor de Zweedse ploeg. Hij werd topschutter van de Allsvenskan in 1927 met 24 doelpuntenen ging mee met de nationale ploeg naar de Olympische Zomerspelen 1920.
- Bibsys: 90754600
- Gemeinsame Normdatei: 143129805
- International Standard Name Identifier: 0000 0001 0780 3365
- Library of Congress Control Number: n79043878
- Nederlandse Thesaurus van Auteursnamen: 072950358
- LIBRIS: 219080
- Système universitaire de documentation: 231505175
- Virtual International Authority File: 43110546
- WorldCat: E39PBJtH6TVdffH7VYPc9bPCwC